# ليو سابوترا
ليو سابوترا (بالإندونيسية: Leo Saputra)‏ (20 ديسمبر 1978 في إندونيسيا - ) هو لاعب كرة قدم إندونيسي في مركز الدفاع. شارك مع منتخب إندونيسيا تحت 23 سنة لكرة القدم. أما مع النوادي، فقد لعب مع برسيجا جاكارتا ونادي سريويجايا ومادورا يونايتد وبيرسيبايا سورابايا وPersikota Tangerang ‏ وPersibom Bolaang Mongondow ‏ وبيرسيتا تانغيرانغ.

## وصلات خارجية
- ليو سابوترا على موقع قاعدة بيانات كرة القدم.إي يو (الإنجليزية)